# ViuTV
ViuTV은 ATV 폐국 후 설립된 홍콩의 텔레비전 방송사인 HKTVE의 방송 채널이다.

## 역사
ViuTV는 2016년 3월 31일에 설립하여 2016년 4월 2일에 방송을 시작하였다.

## 같이 보기
- Viu : HKTVE의 모회사인 PCCW(Now TV)에서 서비스 중인 온라인 채널.
- MIRROR
- ERROR
- P1X3L
- COLLAR